# Irena Adamowicz
Pour les articles homonymes, voir Adamowicz.
Irena Adamowicz (11 mai 1910 – 12 août 1973) est une scout et membre de la Résistance intérieure polonaise durant la Seconde Guerre mondiale.
Adamowicz est née à Varsovie, dans une famille de la noblesse polonaise et obtient un diplôme en travail social à l'Université de Varsovie avant la Seconde Guerre mondiale. Elle sert comme l'un des cheffes du mouvement scout polonais (Harcerz Polski), coordonnant les activités en tant que Scout Féminine Senior. Catholique romaine, Adamowicz accorde un soutien psychologique et des services éducatifs, non seulement aux Scouts Catholiques, mais aussi à la jeunesse juive du mouvement Hashomer Hatzaïr (Ha-Shomer ha-Tsa ir).
À la suite de la Campagne de Pologne, Adamowicz devient membre de la clandestine Armée de l'intérieur (Armia Krajowa) comme messagère. Elle livre des messages et fournit de l'aide et un soutien moral dans les ghettos Juifs de plusieurs villes.
En 1985, Adamowicz reçoit à titre posthume le titre de Juste parmi les nations par Yad Vashem à Jérusalem pour ses actes de résistances pendant l'Holocauste,.

## Seconde Guerre mondiale
En raison de son travail pour la jeunesse polonaise et juive avant la guerre, et son contact étroit avec le mouvement sioniste Juif, Adamowicz, fervente chrétienne, est en mesure de venir en aide aux efforts de la Żydowska Organizacja Bojowa (Organisation juive de combat) pour établir un canal de communication entre les ghettos de différentes villes. Lors d'une réunion à Varsovie à la fin de 1941, la décision est prise de se lancer dans cette périlleuse idée du côté polonais par les représentants de l'AK , y compris Irena Adamowicz et Stanislaw Hajduk, et, du côté juif par Mordechaj Anielewicz, Yitzhak Zuckerman, Josef Kaplan et Zivia Lubetkin. Tout au long de l'été 1942, Adamowicz fait un audacieux voyage à travers la Pologne et la Lituanie afin d'établir un contact entre les organisations clandestines dans les ghettos de Varsovie, de Wilno (aujourd'hui Vilnius), de Białystok, de Kovno (aujourd'hui Kaunas) et de Shavle (aujourd’hui Šiauliai). Ses visites deviennent une source d'informations vitale et une aide morale, comme sa présence dans le ghetto de Kovno en juillet 1942. Elle obtient le surnom Juif de « Di chalutzishe shikse », la Gentille Pionnière,,,,.
À la fin de la Seconde Guerre mondiale, Adamowicz reste en contact étroit avec les survivants de l'Holocauste, avec qui elle a travaillé pendant la guerre. Grâce à leurs efforts, elle est nommée Juste parmi les nations en 1985. Son expérience personnelle devient une partie de l'ouvrage de Bartoszwski et Zofia Lewin (pl) appelé JRighteous Among Nations; How Poles Helped the Jews, 1939–1945,.